# منين الحدد (مدينة مأرب)

تعديل مصدري - تعديل

منين الحدد هي إحدى قرى عزلة الاشراف بمديرية مدينة مأرب التابعة لمحافظة مأرب، بلغ تعداد سكانها 259 نسمة حسب تعداد اليمن لعام 2004.